# Greenomyia joculator
Greenomyia joculator är en tvåvingeart som först beskrevs av Laffoon 1965.  Greenomyia joculator ingår i släktet Greenomyia och familjen svampmyggor. Inga underarter finns listade i Catalogue of Life.